# Museo de Sitio de La Venta

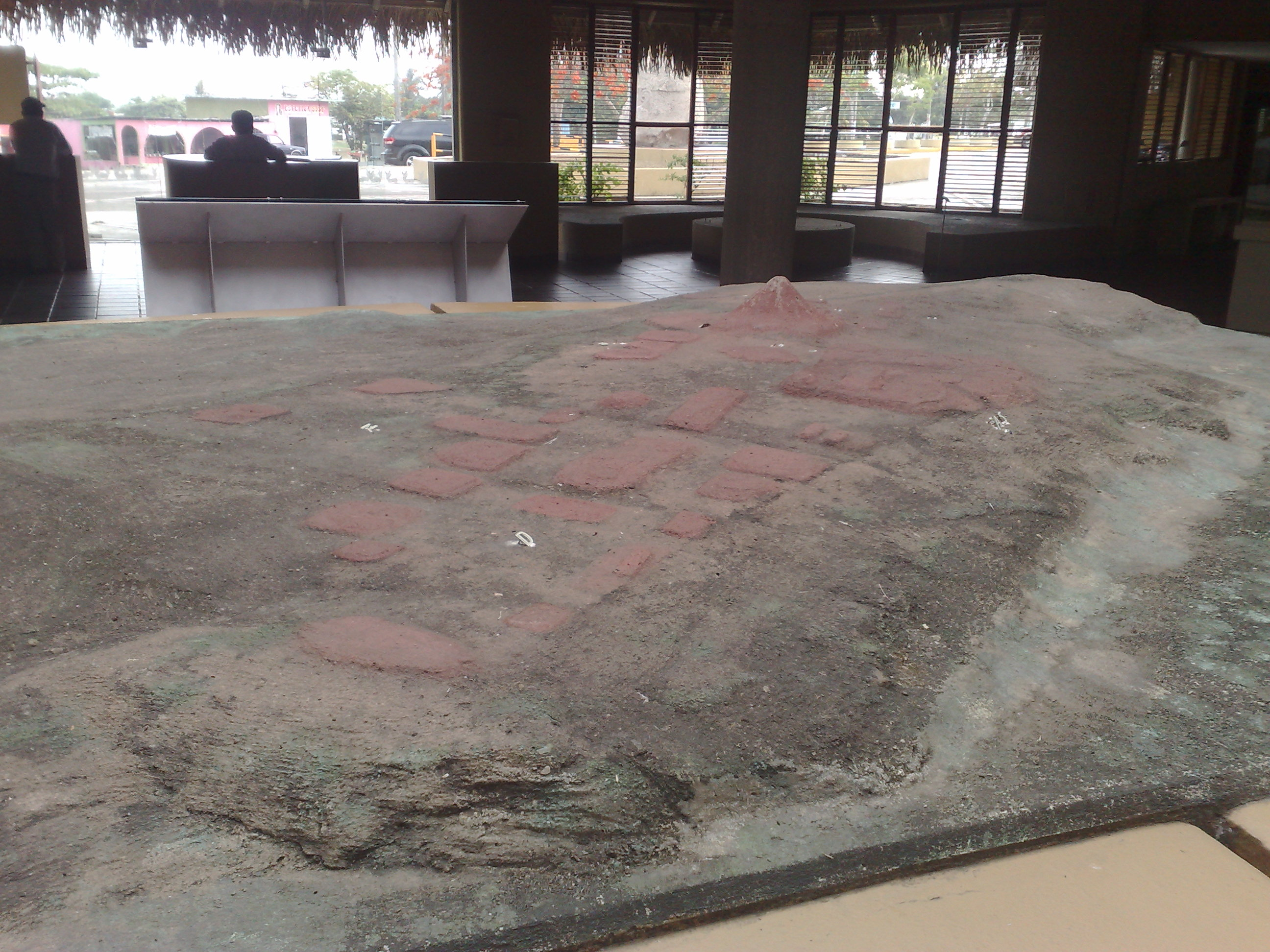
Maqueta que muestra el trazo urbano de La Venta, ubicada en la sala introductoria del museo.

El Museo de Sitio de La Venta se localiza en el interior de la zona arqueológica de La Venta, en el municipio de Huimanguillo, en el estado mexicano de Tabasco. El museo fue inaugurado en diciembre de 1988 y cuenta con un acervo de 230 piezas proveninientes de la zona arqueológica olmeca.
Este museo es el único en la costa del golfo de México que presenta una visión global sobre la civilización olmeca, con especial énfasis en la antigua ciudad olmeca de La Venta. En este se exhiben 230 artefactos procedentes de excavaciones en el sitio en las últimas décadas: desde escultura monumental hasta pequeñas piezas de cerámica y diversos objetos pétreos que explican, en parte, la organización e ideología de los olmecas, al igual que su vida cotidiana.

## Descripción
El edificio fue diseñado por el arquitecto Adelfo del Cueto y combina la arquitectura moderna con elementos tradicionales como los techos de palma de guano de gran altura y extensión, creando espacios amplios y frescos. La armázon interior de los techos, constituidos por troncos de mangle, es de un encanto particular.  Cuenta con una sala introductoria, cinco salas temáticas y un vestíbulo donde se ofrecen juegos lúdicos.

### Sala introductoria
Cuenta con una glorieta central en la que se encuentra una gran maqueta de cemento que muestra el trazo urbano de la La Venta, que representa el primer trazo urbano de Mesoamérica y el México antiguo, y que se caracterizó por su uso cívico-ceremonial tal y como se observa en el basamento piramidal principal y su recinto ceremonial. En dicha maqueta se observa al sureste del conjunto, la ´"Acrópolis Stirling", una paltaforma de enormes dimensiones. Mientras que en el sector norte se encuentran zonas habitacionales las cuales indican una población residente permanente. 
En esta sala se presenta un panorama general de Mesoamérica en el primer milenio antes de nuestra era, en el momento en que surgió la civilización olmeca en la planicie costera del Golfo de México, así como la influencia que tuvo La Venta en la antigua América Media. Aquí también, se hace una explicación de la relación de la población con el medio ambiente y la ausencia de piedra en la región, por lo que fue necesario transoportar las piedras monumentales desde regiones ubicadas a más de 60 km del sitio. 
La sala también cuenta con una glorieta intermedia, en la que se exhibe una reproducción de Monumento 8, también conocido como "El Juchiman". Esta espléndida figura humana elaborada en piedra fue la primera escultura trasladada a la ciudad de Villahermosa en 1896, y que el gobernador Simón Sarlat Nova donó al Instituto Juárez.

### Sala 1
En esta sala se exhiben varias esculturas monumentales labradas en piedra arenisca, los llamados Monumentos 52, 53 y 54 fueron encontrados en el extremo sur de La Venta y fueron utilizadas para señalar una de las entradas principales de la ciudad. Las tres esculturas aunque están muy erosionadas, muestran un tema similar: El de figuras humanas acuchilladas. El Monumento 53, cuenta con un peso de 35.7 toneladas, siendo el de mayor tamaño en el conjunto escultórico del sitio.

### Sala 2
Aquí se muestra una historia de las exploraciones realizadas en La Venta, mediante fotografías de los diferentes investigadores que trabajaron en este sitio arqueológico. Otro de los temas tratados en esta sala, es la alfarería olmeca. Aquí se muestran vasijas utilizadas en las labores domésticas y en actividades ceremoniales. Estas vasijas fueron elaboradas con decoraciones incisas, cocción diferencial, negros pulidos y pastas finas.

### Sala 3
En esta sala se muestra una maqueta con la planta de una casa típica olmeca que muestra sus elementos de construcción, tales como postes de madera, paredes de bajareque y techo de palma. También se exhiben mapas de la antigua ciudad de La Venta hechos por arqueólogos elaborados durante las distintas etapas de exploración entre 1925 y 1987, que ilustran la traza arquitectónica de la ciudad ha jugado un papel clave en las interpretaciones sobre el grado de complejidad social de la civilización olmeca en La Venta. Finalmente, en esta sala se muestra también el avanzado proceso de trabajo en los materiales pétreos utilizados para elaborar diversos objetos tanto utilitarios como decorativos.

### Sala 4
En esta sala se exhiben nueve esculturas que muestran una selección del arte escultórico de los olmecas. Se muestran cinco lápidas labradas en bajo relieve colocadas en la pared oeste, y que fueron encontradas al pie de la pirámide principal de la ciudad. Los Monumentos 25, 26, 27, 88 y 89 muestran a seres sobrenaturales que portan sobre sus cabezas grandes tocados descansando sobre rostros en los cuales se combinan rasgos humanos y fantásticos. Estas figuras vestían textiles representados por bandas entrelazadas vertical y horizontalmente. Otro de los objetos exhibido en esta sala, es la Estela 5 la cual presenta a tres figuras humanas y un ser sobrenatural ricamente ataviados con tocados, capas y "faldellines" en una escena histórico-mitológica. Esta sala está dividida del resto por una pared de columnas de basalto, que originalmente circundaban el sector más sagrado del recinto ceremonial de La Venta.

### Sala 5
Aquí se presenta una muestra de objetos labrados en piedra verde utilizados para formar joyería fina como orejeras, cuentas de collar y pectorales, al igual que esculturas portátiles en forma de figuras humanas que fueron recuperados en las excavaciones en el recinto ceremonial de La Venta entre 1940 y 1955. También se muestran otros objetos rituales elaborados en piedra verde como punzones para el autosacrificio, hachas y cinceles votivos, depositados en entierros u ofrendas especiales. Finalmente, en esta sala a través de un diorama, se muestra una de las cinco ofrendas masivas encontradas en el recinto ceremonial de La Venta, y consisten en depósitos masivos y subterráneos de bloques de serpentina.

## Acervo
El museo de sitio de La Venta, cuenta con un acervo de 230 piezas procedentes de excavaciones en la ciudad de La Venta en las últimas décadas, y muestra desde esculturas monumentales, hasta pequeñas piezas de cerámica y diversos objetos de piedra, que muestran el desarrollo que experimentó esta ciudad olmeca y la relación comercial que tenían los olmecas con lugares lejanos a La Venta, los tipos físicos y la indumentaria de estos antiguos pobladores del golfo de México.

## Servicios
El museo abre de lunes a domingo en un horario de 10:00 a 17:00 hrs., y dentro de los servicios que ofrece esta la venta de publicaciones, sanitarios y estacionamiento.

## Galería de imágenes
|         |
| Altar 8 |

|                                                |
| Figurilla zoomorfa olmeca, probable incensario |

|                                  |
| Figurillas olmecas antropomorfas |

|                                                             |
| Colección de hachas de piedra y otros instrumentos de corte |

|                               |
| Colección de hachas de piedra |

|                                                 |
| Colección de metates e instrumentos de molienda |

|                                                   |
| Explicación de la manufactura de hachas de piedra |

|                 |
| Monumento 25-26 |

|              |
| Monumento 80 |

|              |
| Monumento 88 |

|               |
| Monumento 89. |

|                                                    |
| Reconstrucción de planta de casa-habitación olmeca |

|          |
| Estela 5 |